# Воробьёв, Владимир Петрович (кораблестроитель)
Владимир Петрович Воробьёв (6 (19) марта 1912, Нижний Новгород — 5 сентября 1992, Нижний Новгород) — советский кораблестроитель, начальник и главный конструктор ЦКБ-112 (ныне ЦКБ «Лазурит»), где под его руководством было разработано 25 конструкторских проектов, по которым было построено более 400 подводных лодок, главный конструктор атомных подводных лодок проектов 670 (типа «Скат»), 670М (типа «Чайка»). Герой Социалистического Труда, лауреат Сталинской и Ленинской премий.

## Биография
Родился 6 (19) марта 1912 года в Нижнем Новгороде в семье учителей. В 1930 году окончил школу-девятилетку и поступил работать учеником формовщика фасонно-литейного цеха нижегородского судостроительного завода «Красное Сормово». В том же году подал документы для поступления в Московский механико-электротехнический институт им. М. В. Ломоносова, но из-за непролетарского происхождения ему отказали в приёме. В 1931 году поступил на вечернее отделение кораблестроительного факультета Нижегородского механико-машиностроительного института. В ходе учёбы работал чертёжником на плазе, а затем был переведён в конструкторское бюро судоверфи завода.
В 1936 году, после окончания института, был назначен конструктором, затем последовательно — помощником строителя корабля, начальником группы конструкторского отдела завода «Красного Сормово». Проектировал новые речные суда — буксиры, пассажирские катера, грузовые теплоходы, бензовозные баржи, участвовал в проектировании озёрно-речных дизель-электрических ледоколов проекта 16 «Дон» и «Волга». На заводе активно участвовал в общественной жизни молодёжи, избирался комсомольским групоргом, секретарём комсомольской ячейки, членом комитета ВЛКСМ судоверфи.
В 1939 году был направлен в Хабаровск, где работал ответственным конструктором — помощником строителя на заводе № 368. Руководил сборкой мониторов типа «Хасан» (проект 1190) для Амурской военной флотилии, секции которых строились в Сормово, и потом переправлялись в Хабаровск для достройки. Всего было построено три монитора — головной «Хасан» (спущен на воду в июне 1940 года), «Перекоп» (спущен в июне 1941 года) и «Сиваш» (спущен на воду в октябре 1941 года).
В 1943 году Воробьёв вернулся в Горький на завод «Красное Сормово» имени А. А. Жданова начальником сектора, строил новые типы речных судов. В 1949 году был удостоен Государственной премии III степени. В 1952 году был назначен заместителем главного инженера по подводному судостроению, а в 1953 году — главным инженером ЦКБ завода.

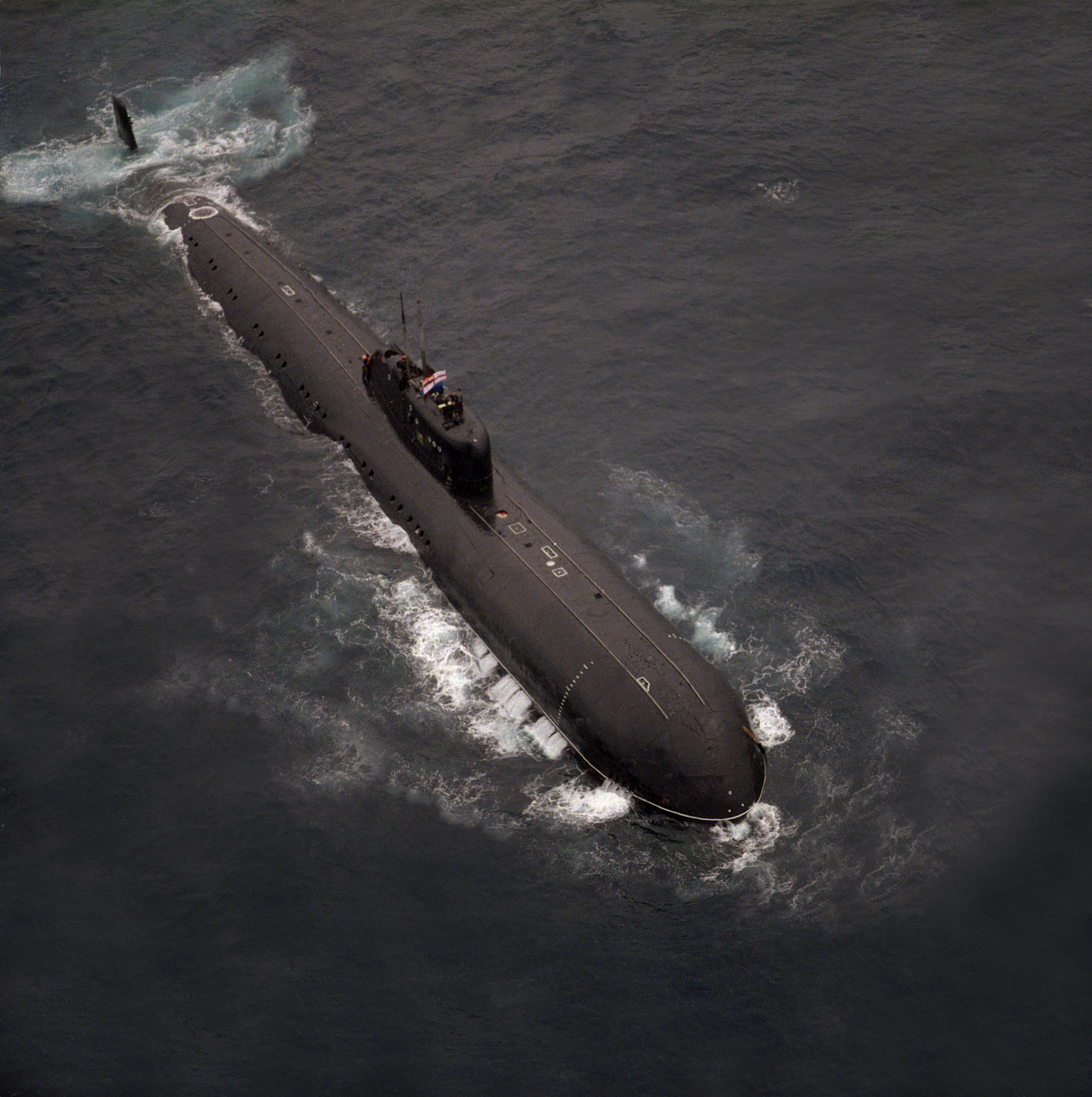
Атомная подводная лодка 670 проекта. Главный конструктор В. П. Воробьёв

В 1954 году был назначен главным инженером организованного в 1953 году ЦКБ-112 (ныне ЦКБ «Лазурит»), с 1956 года стал его начальником и главным конструктором. Под руководством Воробьёва в ЦКБ-112 было разработано 25 конструкторских проектов, по которым было построено более 400 подводных лодок, таких как: дизель-электрическая подводная лодка проекта 613С для отработки новых корабельных спасательных устройств (главный конструктор С. Н. Якимовский); первая в мире экспериментальная спасательная подводная лодка проекта 666 (главный конструктор С. Н. Якимовский) с автономным управляемым подводным снарядом (УПС) — родоначальником серии подводных спасательных и рабочих аппаратов; подводная лодка проекта 613В с увеличенной автономностью до 45 суток; дизельная подводная лодка с крылатыми ракетами проекта 665 (главный конструктор Б. А. Леонтьев), подводная лодка радиолокационного дозора проекта 640 (главный конструктор Я. Е. Евграфов), двухкорпусная дизельная подводная лодка проекта 633 (главный конструктор З. А. Дерибин); подводная лодка — мишень проекта 690 (типа «Кефаль») (главный конструктор Е. В. Крылов), спасательная подводная лодка проекта 940 и атомных подводных лодок проектов 670 (типа «Скат»), 670М (типа «Чайка»), 945 (типа «Барракуда»), 945А (типа «Кондор»), а также глубоководных автономных подводных спасательных аппаратов проекта 1837 (главный конструктор Б. А. Леонтьев), 1837К, 1839, 1855.
С 1960 года Воробьёв являлся главным конструктором первой средней атомной подводной лодки (АПЛ) проекта 670 (типа «Скат») с восемью крылатыми ракетами подводного старта П-70 «Аметист». Он принимал участие в ходовых испытаниях, был членом Государственной комиссии по приёмке АПЛ в состав ВМФ. Всего было построено одиннадцать лодок проекта 670 и шесть модернизированных атомоходов проекта 670М (типа «Чайка»).
С 1974 года профессор В. П. Воробьёв преподавал на кафедре «Атомные электрические станции и установки» физико-технического факультета Горьковского политехнического института, имел печатные научные и учебные труды. В 1980 году он вышел на пенсию.
Воробьёв избирался народным заседателем Верховного суда РСФСР, депутатом Горьковского областного и городского Советов депутатов трудящихся (нескольких созывов), членом Сормовского районного комитета Народного контроля.
Умер Владимир Петрович 5 сентября 1992 года. Похоронен в Нижнем Новгороде на кладбище «Марьина роща».

## Семья
Владимир Петрович был женат. В семье было две дочери Наталья и Надежда. Наталья пошла по стопам отца и проработала 45 лет на судостроительном предприятии ЦКБ «Вымпел».

## Награды и премии
За свой многолетний труд В. П. Воробьёв был награждён многими орденами и медалями:
- Герой Социалистического Труда — Указом Президиума Верховного Совета СССР (с грифом «не подлежит опубликованию») от 28 апреля 1968 года «за большие заслуги в деле создания и производства новых типов ракетного вооружения, а также атомных подводных лодок и надводных кораблей, оснащенных этим оружием, и перевооружения кораблей Военно-Морского Флота» удостоен звания Героя Социалистического Труда с вручением ордена Ленина и золотой медали Серп и Молот[12][13]

- два ордена Ленина (28 апреля 1963, 6 сентября 1978);
- орден Трудового Красного Знамени (24 сентября 1954);
- два ордена «Знак Почёта» (16 июля 1949, 26 июня 1959);
- медали;
- почётные знаки Наркомтяжпрома, Минтранспорта и Минсудпрома СССР;
- Ленинская премия (1970) — за создание атомной подводной лодки проекта 670;
- Сталинская премия третьей степени (апрель 1949) — за создание новых типов речных судов завода «Красное Сормово» имени А. А. Ждановам;
- премия АН СССР имени В. И. Калашникова.

## Память
19 марта 1997 года на здании ЦКБ «Лазурит» (улица Свободы, 37 — Сормовский район Нижнего Новгорода) была установлена мемориальная плита в честь генерального конструктора с надписью «Здесь работал Герой Социалистического Труда, лауреат Ленинской и Государственной премий СССР, главный конструктор и начальник ЦКБ Воробьёв Владимир Петрович. 1912—1992 гг.». 19 марта 2008 года на здании ЦКБ «Лазурит» были установлены две мемориальные доски: бывшему генеральному директору, возглавлявшему ЦКБ — Николаю Иосифовичу Кваше (1929—2007) и новая мемориальная плита В. П. Воробьёву.
29 мая 2012 года в Нижнем Новгороде на доме № 23 по улице Фрунзе (Нижегородский район Нижнего Новгорода), где проживал Воробьёв, установлена мемориальная доска.